# Ambrosia ambrosioides
La chicura o Ambrosia ambrosioides es una especie de planta herbácea de la familia de las asteráceas. Es originaria de Norteamérica donde se encuentra en los desiertos del norte de México y sur de Arizona.

## Descripción
Crece como un arbusto alcanzando un tamaño de 1 a 2 metros de altura, con hojas gruesas dentadas de 4 a 18 cm de largo y 1.5-4 cm. Es monoica , con ambas inflorescencias en racimos terminales y axilares. La floración ocurre principalmente en febrero y abril. Los frutos son de 10-15 mm de fresas cubiertas de espinas ganchudas.
Algo similar en apariencia a Ambrosia ilicifolia, de la que se diferencia en que A. ilicifolia tiene hojas sésiles con un patrón reticular de venas, y los dientes marginales desarrollados en espinas cortas.

## Hábitat
Esta ambrosía se puede encontrar en arenas lavadas y otras áreas disturbadas tales como bordes de caminos, y se ve a veces crecer en grietas de las rocas.

## Distribución
Aunque difundida en las regiones de México y de Arizona del desierto de Sonora, no parece que ocurra en California; Munz reportó haberla encontrado cerca de San Diego, California , pero no hay muestras que lo confirmen. Su límite norte se rige por las heladas de invierno.

## Propiedades
En Baja California Sur, es común el uso de las hojas o raíces en cocimiento, como remedio para el dolor de estómago, contra el reumatismo, como abortivo y para fortificar el útero; en este último caso, se debe tomar el cocimiento en lugar de agua, durante los 9 días posteriores al parto (en la cuarentena). En Sonora, también se emplean las hojas y las raíces para la expulsión de la placenta, contra trastornos menstruales, heridas, llagas y enfermedades del cuero cabelludo.
Farmacología
El extracto etanólico obtenido de las ramas presentó actividad antibiótica sobre las bacterias Staphylococcus aureus y Bacillus subtilis, y el hongo Candida albicans.

## Taxonomía
Ambrosia ambrosioides fue descrita por (Cav.) W.W.Payne y publicado en Journal of the Arnold Arboretum 45(4): 410. 1964.
Etimología
Ver: Ambrosia
ambrosioides: epíteto latino que significa "como el género Ambrosia".
Sinonimia
- Ambrosia longifolia Sessé & Moc.
- Franseria ambrosioides Cav. basónimo
- Gaertneria ambrosiodes (Cav.) Kuntze
- Xanthidium ambrosioides (Cav.) Delpino[4]